# Erehof Rouveen
Erehof Rouveen is gelegen op de Nieuwe Begraafplaats (Meidoornlaan) van Rouveen in de gemeente Staphorst in de Nederlandse provincie Overijssel. Deze Gemenebestgraven liggen dicht bij de ingang. Het erehof bestaat uit zeven stenen met daarop de volgende namen:
| Naam                           | Functie                      | Onderdeel               | Sq     | Overleden  | Leeftijd |
| ------------------------------ | ---------------------------- | ----------------------- | ------ | ---------- | -------- |
| Arthur Edward Blackwell        | Radio-operator/boordschutter | Royal Air Force         | 78 Sq  | 05-03-1943 |          |
| Francis Joseph Crowley         | Piloot                       | Royal Canadian Airforce | 440 Sq | 11-11-1944 | 23       |
| Arthur McCarhy                 | Boordschutter                | Royal Air Force         | 214 Sq | 05-09-1942 | 23       |
| Elwyn Meredith                 | Boordwerktuigkundige         | Royal Air Force         | 214 Sq | 05-09-1942 | 22       |
| Iain Menzies Robertson Stewart | Radio-operator/boordschutter | Royal Air Force         | 214 Sq | 05-09-1942 | 20       |
| John Rawson Thompsom           | Piloot                       | Royal Air Force         | 78 Sq  | 05-03-1943 | 21       |
| Edward Charles Bert Williams   | Boordschutter                | Royal Air Force         | 78 Sq  | 05-03-1943 | 23       |

## Geschiedenis
Op 5 september 1942 vloog een Stirling-bommenwerper, de BF337 van het 214e Squadron, in de buurt van Groningen toen het hevig werd aangevallen door een Duitse nachtjager. Bij De Lichtmis ontplofte het toestel en stortte neer. Drie bemanningsleden kwamen daarbij om het leven. Zij werden begraven op de algemene begraafplaats van Rouveen. Vier bemanningsleden werden krijgsgevangen gemaakt.
Op 5 maart 1943 werd een Halifax-bommenwerper, de HR 687 van het 78e Squadron, aangevallen door een Duitse nachtjager en neergeschoten. Drie bemanningsleden kwamen daarbij om het leven. Vijf werden krijgsgevangen gemaakt. Sergeant Blackwell, de radio-operator/boordschutter, had de pech dat zijn parachute weigerde, hetgeen hem het leven kostte.
Op 11 november 1944 stortte een jachtvliegtuig, een Hawker Typhoon, de MP124 van het 440e Squadron, neer op 100 meter ten oosten van de spoorlijn Zwolle-Meppel ter hoogte van Rouveen.